# SpaceX CRS-30

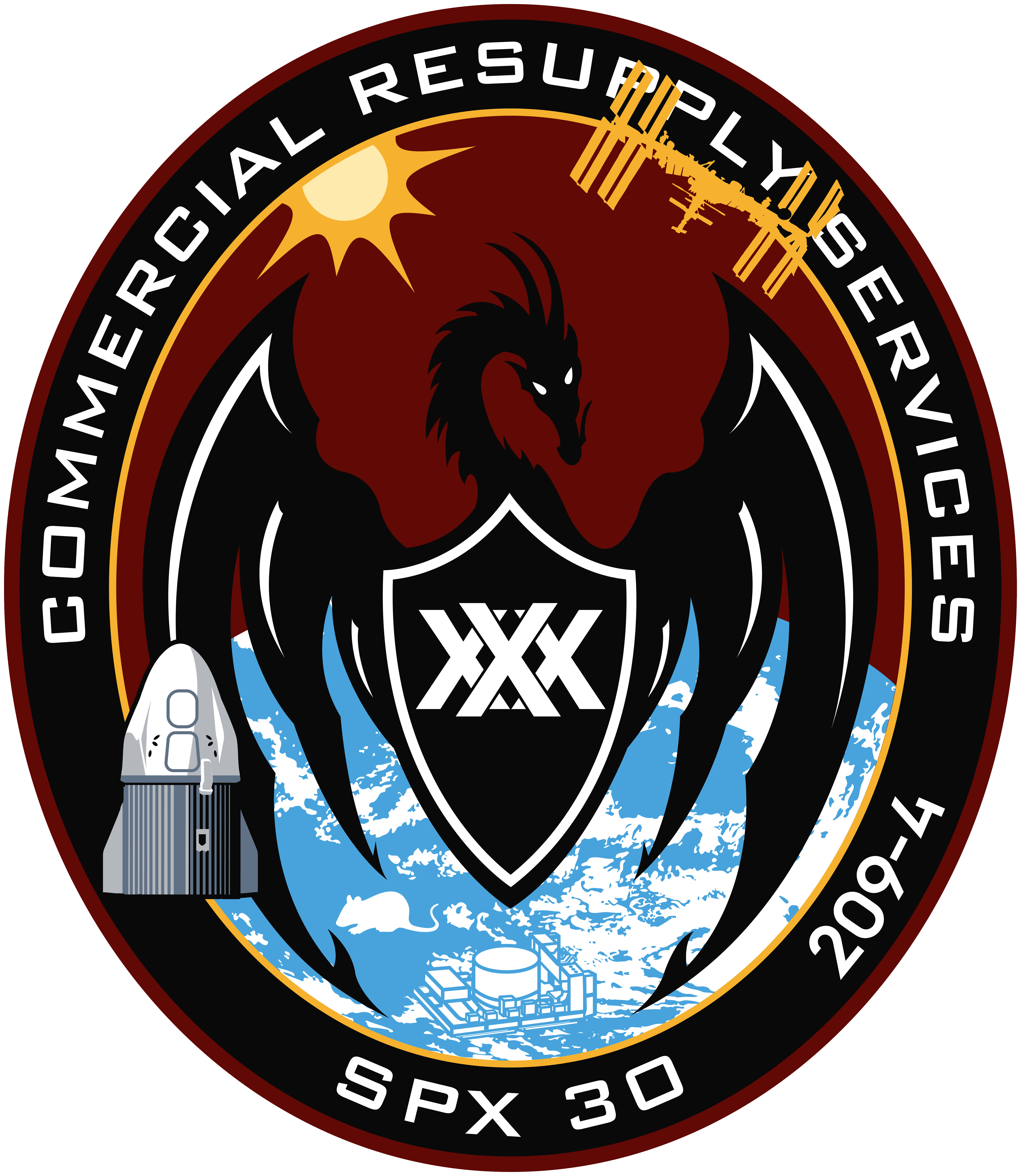
Patch de la mission

Chronologie
SpaceX CRS-29 SpaceX CRS-31
La mission SpaceX CRS-30 est une mission commerciale de ravitaillement de la Station spatiale internationale, la 30ème mission du Commercial Resupply Services de SpaceX. Elle est lancée le 21 mars 2024, à 20 h 55 UTC depuis le Complexe de lancement 40 de Cap Canaveral, par une fusée Falcon 9 de SpaceX et est réalisée par la capsule C209 pour son quatrième vol, un Cargo Dragon 2 correspondant à une version légèrement différente du Crew Dragon. Cette mission est dirigée par SpaceX et la NASA. La navette est de retour sur Terre le 30 avril 2024, après 39 jours dans l'espace.

## Fret
Le cargo emmène avec lui en direction de la Station spatiale internationale 2 841 kg de fret, dont:
- 1 135 kg d'équipements scientifiques
- 415 kg de pièces détachées
- 545 kg de fourniture pour l'équipage
- 90 kg d'équipements pour les sorties extra-véhiculaires
- 25 kg d'équipements informatiques

1 860 kg de fournitures et de matériel d'expériences scientifiques visant à utiliser l' environnement de microgravité de la station spatiale ont été ramenés lors du retour de la capsule Cargo Dragon, qui amerrit au large de la Floride le 30 avril 2024.

## CubeSats
La mission emporte avec elle 10 CubeSats dont 4 de la mission ELaNa 51 et 3 du Canadian CubeSat Project:
| Nom            | Pays       | Organisation                                 | Description                                                                                   |
| -------------- | ---------- | -------------------------------------------- | --------------------------------------------------------------------------------------------- |
| Big Red Sat-1  | États-Unis | Université du Nebraska, Lincoln              | Démonstrateur technologique visant à innover dans les panneaux photovoltaïques                |
| BurstCube      | États-Unis | Goddard Space Flight Center (NASA), Maryland | Détecter les sursauts gamma                                                                   |
| HyTI           | États-Unis | Université d’Hawaï                           | Démonstrateur en observation terrestre                                                        |
| SNoOPI         | États-Unis | Université de Purdue, Indiana                | Mesure de l'albédo terrestre                                                                  |
| QMSat          | Canada     | Université de Sherbrooke                     | Magnétomètre quantique                                                                        |
| VIOLET         | Canada     | Université de New Brunswick                  | Mesure des signaux GPS à travers l'atmosphère et imagerie terrestre                           |
| Killick-1      | Canada     | Université de Newfoundland et Labrador       | Mesure l'épaisseur de la glace des icebergs                                                   |
| Curtis         | Japon      | Institut de technologie de Kyushu            | Expériences de conductivité thermique, imagerie et démonstration technologique pour Panasonic |
| MicroOrbiter 1 | Japon      | MicroOrbiter Inc.                            | Prototype de cubesat                                                                          |
| Kashiwa        | Japon      | Institut de technologie de Chiba             | Charge utile de radio-amateur                                                                 |

## Autres études scientifiques
En plus des CubeSats, la mission emporte du matériel pour procéder à plusieurs dizaines d'études scientiques. Parmi elles, une première série d'entre elles concerne l'effet de l'absence de gravité sur la santé vasculaire des astronautes, ; une autre, le projet éducatif Tomatosphère, vise à soumettre des graines de tomates aux effets de l'absence de gravité pour les renvoyer ensuite dans des écoles participantes, afin que les élèves puissent se livrer à des comparaisons de germination avec des graines de contrôle, et ainsi développer une démarche scientique,.  

### Astrobee (scanner multi-résolutions)
Le projet vise à développer un système de capteurs modulaire pour le balayage autonome depuis l'espace,  à partir d'ISS  ou d'autres plateformes.

### Advanced Plant Experiment-09 (APEX-09)
L'étude vise à comparer la concentration du CO2 dans un environnement de micro-gravité d'une graminée à fixation du carbone en C3 (Brachypodium distachyon) et d'une autre à fixation en C4 (Setaria viridis), à comparer avec des plantes témoins sur terre. Elle s'inscrit dans un objectif à plus long terme de la NASA, de juger du potentiel de cultures maraîchères afin de mener en autonomie alimentaire de futures missions d'exploration spatiale. 